# 第三次大覺醒
第三次大覺醒是指美国历史上从19世纪50年代到20世纪早期的一个假设的历史时期，其标志为宗教激进主义。它对虔诚派新教产生影响，并有很强的社会激进主义内涵。 其衍生出的教派或运动包括：圣洁运动、拿撒勒人会、基督教科学派和耶和华见证人。